# Martha Koome
Martha Karambu Koome, née le 3 juin 1960, est une avocate kényane, qui occupe depuis 2021 le poste de Chief Justice (responsable de la Justice, juge en chef) du Kenya. À ce titre, elle est également présidente de la Cour suprême de ce pays. Elle est la première femme à occuper ce poste.

## Biographie
Martha Koome est née en juin 1960 dans le village de Kithiu, dans le comté de Meru, trois ans avant la fin de la colonisation britannique. « Je suis une villageoise au sens propre du terme. Mes parents étaient des paysans et nous étions 18 enfants de deux mères. Donc, pour nous tous, surtout les filles - c'était une lutte pour surmonter les obstacles », indique-t-elle sur son enfance. Elle est diplômée de l'université de Nairobi, depuis 1986. Elle s'est inscrite à la Kenya School of Law l'année suivante. Elle a obtenu  aussi une maîtrise en droit international public à l'université de Londres en 2010,.
Martha Koome commence sa carrière juridique en tant que collaboratrice juridique au sein du cabinet juridique Mathenge and Muchemi Advocates, puis elle crée un cabinet d'avocats, le cabinet Martha Koome & Company Advocates, où elle travaille en tant qu'associée et directrice jusqu'en 2003. Elle est élue membre du conseil de la Law Society of Kenya (LSK) en 1993-1996.
Pendant son mandat à la Law Society of Kenya, elle joue un rôle de premier plan dans les réformes constitutionnelles et juridiques et participe notamment au processus de révision constitutionnelle en tant que déléguée du Bomas of Kenya. Elle est également la première trésorière de l'East Africa Law Society entre 1994 et 1996. Elle a de plus l'une des fondatrices et une présidente de la Federation of Women Lawyers (Fédération des femmes juristes), l'une des principales organisations de défense des droits humains du pays.
Elle est profondément attachée à l'indépendance du pouvoir judiciaire. Si elle s'est distinguée en tant que défenseuse des droits humains et des droits des femmes, dans les prétoires, elle est aussi une experte reconnue en droit de la famille et s'est intéressée de près au bien-être des enfants,. En 1995, elle est nommée, par la réunion des chefs d'État de l'Union africaine, commissaire au Comité africain sur les droits et le bien-être des enfants. Elle est également présidente du groupe de travail spécial sur les questions relatives aux enfants du Conseil national de l'administration de la justice, où elle contribue à la révision de la loi sur les enfants. Comme avocate, elle est connue également pour défendre des prisonniers politiques, dont Raila Odinga, à l’époque opposant au régime de Daniel arap Moi.
En 2003, elle devient juge à la Haute Cour du Kenya pendant plus de huit ans. Puis en janvier 2012, elle est nommée juge de la Cour d'appel du Kenya. La même année où elle est nommée juge à la Cour d'appel, elle est élue présidente de l'Association des magistrats et des juges du Kenya. En 2016, elle fait partie des 13 candidates présélectionnées par la Commission des services judiciaires pour le poste de Deputy Chief Justice, mais n'est pas retenue. En 2019, elle fait partie d’un collège de cinq juges qui rejette un appel visant à empêcher une organisation de défendre les droits des homosexuels.
Martha Koome fait quelques années plus tard partie à nouveau des candidats qui postulent pour être nommés en remplacement de David Maraga. Celui-ci est alors Chief Justice (responsable de la Justice, juge en chef) du Kenya et a annoncé prendre sa retraite en janvier 2021, ayant 70 ans. Elle fait partie des candidats présélectionnée pour le poste, et est convoquée à ce titre à des entretiens publics auprès de la Commission de la magistrature en avril 2021. À l'issue des entretiens, la Commission de la magistrature annonce sa nomination au poste, faisant d'elle la première femme, la 15e juge en chef du Kenya et la troisième juge en chef après la Constitution de 2010.
Son nom est ensuite transmis au président qui l'envoie au Parlement pour vérification et approbation avant sa nomination officielle. La Commission de la justice et des affaires juridiques de l'Assemblée nationale procède à son tour à l'audition de la candidate le 13 mai et recommande que l'Assemblée plénière approuve sa nomination. Le rapport de la Commission est déposé devant l'Assemblée plénière le 19 mai pour discussion. La Chambre plénière approuve sa nomination le 19 mai 2021, ouvrant ainsi la voie à sa nomination en tant que juge en chef. Quelques heures après le vote d'approbation du Parlement, le président Uhuru Kenyatta la nomme, le 19 mai 2021, juge en chef de la république du Kenya. Elle prête serment à la State House, à Nairobi, le 21 mai 2021. Elle prend ses nouvelles fonctions le lundi 24 mai 2021 lors d'une cérémonie au bâtiment de la Cour suprême. En septembre 2021, la Cour suprême, quelle préside en tant que Chief Justice, confirme l’élection de William Ruto comme président du Kenya en résultat de l'élection présidentielle d'août 2022, contre son adversaire politique, Raila Odinga (soutenu par le président sortant) qui a déposé un recours devant cette juridiction, la plus haute du pays,.
Elle est par ailleurs mariée et a trois enfants.